# Сексуальне життя студенток
«Сексуальне життя студенток» (англ. The Sex Lives of College Girls) — американський підлітковий комедійно-драматичний телесеріал, створений Мінді Калінг і Джастіном Ноблом, прем'єра якого відбулася на HBO Max 18 листопада 2021 року. У грудні 2021 року серіал було продовжено на другий сезон, прем'єра якого відбулася 17 листопада 2022 року У грудні 2022 року серіал продовжили на третій сезон.

## Синопсис
Серіал розповідає про життя чотирьох 18-річних першокурсниць у вигаданому коледжі Ессекс у Вермонті, розповідаючи про їхній сексуально активний спосіб життя, коли вони стикаються з труднощами коледжу та дорослого життя.

## Актори та персонажі

### Головні ролі
- Полін Шаламе в ролі Кімберлі, першокурсниці, з Гілберта, штат Аризона, невеликого містечка, де переважно білі, і походить з бідної сім'ї.
- Амріт Каур у ролі Бели, індійсько-американської студентки з Натлі, штат Нью-Джерсі, яка хоче стати сценаристом комедій
- Рене Репп у ролі Лейтон, заможної студентки з Нью-Йорка, лесбійки, яка намагається виправдати високі сподівання своєї матері
- Алія Шанель Скотт у ролі Вітні, зіркової футболістки з Сіетла, яка має роман зі своїм помічником футбольного тренера та є донькою американського сенатора
- Гевін Лезервуд у ролі Ніко (сезон 1),[7] старшого брата Лейтона та кохання Кімберлі
- Крістофер Маєр — Ханаан, колега Кімберлі
- Ілія Ісореліс Пауліно — Ліла, колега Кімберлі
- Реніка Вільямс — Віллоу, одна з напарниць Вітні
- Лорен «Лоло» Спенсер — Джоселін, студентка Ессекса
- Мідорі Френсіс як Алісія (1 сезон; гостьовий сезон 2), кохання Лейтона
- Меккі Ліпер у ролі Еріка (сезон 2; повторюваний сезон 1), сценарист для The Catullan
- Мітчелл Слаггерт у ролі Джексона (сезон 2), нового студента з Канзасу, який зв'язується з Кімберлі[8]

### Другорядні ролі
- Роб Х'юбель — батько Генрі, Лейтона та Ніко
- Джилліан Вігман у ролі Мімі, Лейтона та матері Ніко
- Ніколь Салліван — Керол, мати Кімберлі
- Джеймс Моросіні в ролі Далтона (1 сезон), помічника футбольного тренера Вітні
- Каві Рамачандран Ладнієр у ролі Ріни (сезон 1), матері Бели
- Стівен Гуаріно — Роджер, менеджер Sips
- Джилліан Арменанте в ролі тренера Вудса (сезон 1), головного тренера Вітні з футболу
- Конор Доннеллі — Райан (сезон 1), сценарист «Катуллана».
- Сьєрра Катоу — Еванджеліна, письменниця «Катуллана».
- Майя Роуз — Джена, ворогуюча напарниця Вітні, яка згодом стає її подругою
- Шеррі Шеферд у ролі Еветт, матері Вітні та сенатора США від Вашингтона
- Бетті в ролі Тревіса, студента, який живе в гуртожитку
- Шайєнн Перес — Джо, письменниця «Катуллана».
- Скотт Ліпман у ролі Фруда, директора гуртожитку
- Ізабелла Роланд — Карла, співавтор по «Катуллану».
- Аманда Ріплі в ролі Джинджер
- Віко Ортіс — Това
- Гедде Ватанабе — професор Гарпін, вчитель біохімії Бели та Вітні
- Доніель Неш — Джейла, подруга Вітні
- Акетра Севільян у ролі Зої (сезон 2), працівниці Sips
- Чарлі Хол як Ендрю (сезон 2),[9] однокласник Бели та Вітні з біохімії
- Грейсі Дінні в ролі Татума (сезон 2), нове кохання Лейтона

## Епізоди

### Огляд серій
| Сезон | Епізоди | Епізоди | Оригінальний показ | Оригінальний показ |
| Сезон | Епізоди | Епізоди | Останній показ     | Перший показ       |
| ----- | ------- | ------- | ------------------ | ------------------ |
| 1     | 10      | 10      | 18 листопада 2021  | 9 грудня 2021      |
| 2     | 10      | 10      | 17 листопада 2022  | 15 грудня 2022     |

### Сезон 1 (2021)
| № серії (загалом) | № серії (в сезоні) | Назва серії                  | Режисер(и)        | Сценарист(и)                         | Оригінальна дата виходу | Код серії |
| ----------------- | ------------------ | ---------------------------- | ----------------- | ------------------------------------ | ----------------------- | --------- |
| 1                 | 1                  | «Ласкаво просимо до Ессекса» | Девід Гордон Грін | Мінді Калінг і Джастін Нобл          | 18 листопада 2021       | T40.10301 |
| 2                 | 2                  | «Гола вечірка»               | Зої Кассаветес    | Алі Лібеготт і Керолайн Голдфарб     | 18 листопада 2021       | T40.10302 |
| 3                 | 3                  | «Вихователь»                 | Зої Кассаветес    | Рупіндер Гілл                        | 25 листопада 2021       | T40.10303 |
| 4                 | 4                  | «Каппа»                      | Кабір Ахтар       | Чарлі Гренді і Бетт Апелль           | 25 листопада 2021       | T40.10304 |
| 5                 | 5                  | «Цей коментар Тхо»           | Рейчел Рейміст    | Метт Варбуртон і Шерідан Вотсон      | 25 листопада 2021       | T40.10305 |
| 6                 | 6                  | «Батьківські вихідні»        | Мередіт Довсон    | Мінді Калінг і Джастін Нобл          | 2 грудня 2021           | T40.10306 |
| 7                 | 7                  | «Я думаю, що я секс-залежна» | Ліла Ньюгебауер   | Рупіндер Гілл і Ванесса Бадден Келлі | 2 грудня 2021           | T40.10307 |
| 8                 | 8                  | «Вечірка-сюрприз»            | Меггі Керрі       | Чарлі Гренді і Крістен Цублін        | 2 грудня 2021           | T40.10308 |
| 9                 | 9                  | «Обман»                      | Кабір Ахтар       | Керолайн Голдфарб і Бетт Айпелл      | 9 грудня 2021           | T40.10309 |
| 10                | 10                 | «Правда»                     | Ліза Джонсон      | Джастін Нобл і Рупіндер Гілл         | 9 грудня 2021           | T40.10310 |

### Сезон 2 (2022)
| № серії (загалом) | № серії (в сезоні) | Назва серії                                   | Режисер(и)      | Сценарист(и)                      | Оригінальна дата виходу | Код серії |
| ----------------- | ------------------ | --------------------------------------------- | --------------- | --------------------------------- | ----------------------- | --------- |
| 11                | 1                  | «Зима наближається»                           | Даніелла Айсман | Керолайн Голдфарб                 | 17 листопада 2022       | T40.10401 |
| 12                | 2                  | «Проблеми братства»                           | Даніелла Айсман | Рупіндер Гілл                     | 17 листопада 2022       | T40.10402 |
| 13                | 3                  | «Короткий король»                             | Ліла Нойгебауер | Сара Тапскотт                     | 24 листопада 2022       | T40.10403 |
| 14                | 4                  | «Ти станеш моєю дівчиною?»                    | Ліла Нойгебауер | Рікрік Чейні                      | 24 листопада 2022       | T40.10404 |
| 15                | 5                  | «Зйомка»                                      | Тембі Бенкс     | Джастін Нобл і Шерідан Вотсон     | 1 грудня 2022           | T40.10405 |
| 16                | 6                  | «Двійник»                                     | Девід Стассен   | Мінді Калінг                      | 1 грудня 2022           | T40.10406 |
| 17                | 7                  | «Страйк харчових працівників коледжу Ессекса» | Тазба Чавес     | Бет Аппель                        | 8 грудня 2022           | T40.10407 |
| 18                | 8                  | «Вихідні перед свіжістю»                      | Тазба Чавес     | Сара Тапскотт і Модупе Томпсон    | 8 грудня 2022           | T40.10408 |
| 19                | 9                  | «Секс і баскетбол»                            | Рупіндер Гілл   | Рупіндер Гілл і Керолайн Голдфарб | 15 грудня 2022          | T40.10409 |
| 20                | 10                 | «Лотерея номерів»                             | Джастін Нобл    | Джастін Нобл і Бет Аппел          | 15 грудня 2022          | T40.10410 |

## Виробництво
14 жовтня 2020 року було оголошено головний акторський склад, до якого увійшли Полін Шаламе, Амріт Каур, Рене Рапп і Алія Шанель Скотт. Ділан Спроус приєднався до основного акторського складу в грудні 2020 року, але 12 березня 2021 року його замінив Гевін Лезервуд. 19 травня 2021 року Шеррі Шеперд, Майя Роуз, Роб Хьюбел, Ніколь Салліван, Конор Доннеллі, Сьєрра Катоу, Меккі Ліпер і Джеймс Моросіні приєдналися до акторського складу в постійних ролях. 16 серпня 2021 року Іззі Роланд, Каві Ледніє, Стівен Гуаріно, Метт Мелой, Доніель Неш і Наджі Мухаммад приєдналися до акторського складу в постійних ролях. 3 червня 2022 року Мітчелл Слаггерт був обраний для нового регулярного актора другого сезону. 15 серпня 2022 року Чарлі Голл приєднався до акторського складу для другого сезону.
Зйомки серіалу почалися 20 листопада 2020 року в Лос-Анджелесі. Зйомки також проходили в коледжі Вассар у середині 2021 року. 19 червня 2021 року постійна учасниця акторського складу Шеррі Шеперд опублікувала залаштункове відео свого персонажа в костюмі та розповіла, що прем'єра серіалу запланована на кінець 2021 року Зйомки другого сезону почалися наприкінці квітня 2022 року, деякі з них проходили в кампусі Університету Вашингтона в Сіетлі.

## Реліз
Прем'єра серіалу «Сексуальне життя студенток» відбулася 18 листопада 2021 року, перші дві серії були доступні одразу, за ними три нові серії — 25 листопада та 2 грудня, а останні дві серії першого сезону — 9 грудня на HBO Max. Другий сезон був випущений 17 листопада 2022 року
З 5 липня 2022 року він доступний на RTÉ Player в Республіці Ірландія, а деякі епізоди транслювались на RTÉ2. Два сезони доступні у Великій Британії на ITVX. У Бельгії шоу можна дивитися через Streamz.

## Сприйняття

### Відгуки критиків
Для першого сезону вебсайт агрегатора рецензій Rotten Tomatoes повідомив про 97 % рейтинг схвалення із середнім рейтингом 7,6/10 на основі 30 відгуків критиків. Metacritic, який використовує середньозважену оцінку, присвоїв оцінку 72 зі 100 на основі 17 критиків, вказуючи на «загалом схвальні відгуки». Салоні Гаджар з The AV Club поставила першому сезону B+.
На Rotten Tomatoes рейтинг схвалення другого сезону становить 92 % із середнім рейтингом 5,5/10 на основі 12 відгуків критиків. На Metacritic він отримав 79 балів зі 100 на основі 6 відгуків критиків, що означає «загалом схвальні відгуки».

### Нагороди
«Сексуальне життя студенток» було номіновано в категорії «Видатний новий серіал» на 33-й церемонії вручення медіапремій GLAAD у 2022 році Кастинговий відділ (Елізабет Барнс і Дженніфер Юстон) серіалу був номінований на премію Artios за видатні досягнення в комедійному пілотному кастингу.